# D'Hauptsach
D'Hauptsach är en sång med musik av Johann Strauss den yngre och text av Ludwig Anzengruber. Den spelades första gången den 16 november 1901 i Theater an der Wien i Wien.

## Historia
I oktober 1894, nästan fem år efter att tidskriften Allgemeine Kunst-Chronik hade publicerat Bauersleut' im Künstlerhaus, den första av Johann Strauss två små improvisationer till text av Ludwig Anzengruber, publicerade samma tidskrift Strauss tonsättning av den andra dikten. D'Hauptsach var olik sin föregångare då den behandlade ett seriöst ämne och därmed krävde samma behandling i tonsättningen. Anzengruber var känd för sina komiska komedier om österrikiskt bondeliv, men han skrev även verk av mer allvarlig karaktär. Båda dikterna är skrivna på wienerdialekt. D'Hauptsach begrundar hemligheten bakom varje kreativ möda - inspiration.

## Om verket
Speltiden är ca 58 sekunder plus minus några sekunder beroende på dirigentens musikaliska tolkning.

## Weblänkar
- D'Hauptsach i Naxos-utgåvan.